# Flagge Missouris

Flagge von Missouri

Die aktuelle Flagge des US-Bundesstaats Missouri wurde im Jahr 1913 formal eingeführt.

## Gestaltung

Siegel Missouris

Die Flagge wurde von Marie Elizabeth Watkins Oliver (1885–1959), der Frau des ehemaligen Staatssenators R. B. Oliver, in Jackson entworfen und genäht. Ihr Design hat sich bis heute nicht verändert.

## Geschichte
Die Flagge besteht aus drei horizontalen Streifen in rot, weiß und blau. Diese repräsentieren Mut, Reinheit, Wachsamkeit und Gerechtigkeit. Diese Farben reflektieren auch den historischen Status des Staates als Teil der französischen Kolonie Louisiana. Im Zentrum des weißen Streifens ist das Siegel Missouris, umgeben von einem blauen Band mit 24 Sternen, die Missouris Aufnahme als 24. Staat der Vereinigten Staaten darstellen.
Den Schild umgibt ein Schriftband mit dem englischen Staatsmotto:

“United we stand, divided we fall.”

„Vereint stehen wir, entzweit fallen wir.“

Darunter das lateinische Motto:

“Salus populi suprema lex esto.”

„Das Wohl des Volkes sei das höchste Gesetz.“

Wieder darunter steht in römischen Ziffern die Jahreszahl 1820 (MDCCCXX).
Der Weißkopfseeadler im Siegel hält in seinen Fängen Olivenzweige als Symbole des Friedens und Pfeile als Zeichen des Krieges. Damit soll die Macht der Zentralregierung angedeutet werden. In den anderen Feldern des Siegels ist noch ein Grizzly-Bär und eine Halbmondsichel dargestellt. Der Grizzly steht für Kraft und Mut der Staatsbürger. Die Halbmondsichel, das heraldische Symbol für den zweiten Sohn, symbolisiert Missouri zum Zeitpunkt der Aufnahme in die Vereinigten Staaten. Missouri war der zweite Staat, der aus dem Gebiet des Louisiana Purchase heraus gebildet wurde.
Schildhalter sind zwei Bären.